# Красная Шапочка (опера)
«Красная шапочка» ― опера-сказка для детей в двух действиях, написанная русским композитором Цезарем Кюи в 1911 году по либретто Марины Станиславовны Поль, основанном на одноимённой сказке Шарля Перро. 
Оригинальное нотное издание 1912 года было посвящено наследнику Цесаревичу Алексею. 
Самая ранняя дата постановки этой оперы на данный момент не установлена. Однако точно известно, что она была исполнена в 1921 году в Гомеле студентами Народной городской консерватории и техникума.

## Персонажи
- Бабушка: альт
- Мать: меццо-сопрано
- Красная Шапочка: сопрано
- Волк: альт
- Охотник: сопрано
- Лесоруб: меццо-сопрано
- Охотники и лесорубы
- Повествующий хор

## Сюжет
(Примечание: сюжет, хотя и номинально основан на произведении Перро, имеет счастливый конец)
Акт I, сцена 1. Хор знакомит зрителей с предысторией. Место действия ― край леса и крыльцо дома Красной шапочки сбоку. Когда маленькая Красная шапочка уходит, чтобы принести корзинку свежих пирожков своей больной бабушке, её Мать предупреждает её, чтобы та не мешкалась в лесу и не разговаривала с незнакомцами. 
Акт I, сцена 2. Жуткий лес. Слышно, как дровосеки рубят дрова. Шапочка выходит из кустов. Когда она останавливается, чтобы собрать цветы, Волк замечает её. Он подходит к ней и рассказывает о коротком пути к бабушкиному дому. Он предлагает посмотреть, кто доберется до него первым. Она соглашается, и оба они разбегаются в разные стороны, а лесорубы возобновляют свою работу. 
Акт II. Снова появляется хор, чтобы объяснить, что Волк не ел три дня и смог добраться до дома бабушки первым. Зрители видят бабушкин дом изнутри и поляну за его стенами. Волк, изображающий из себя Шапочку, успевает проникнуть в дом и проглотить бабушку. Он занимает её место в кровати до прибытия Шапочки. В нескольких вопросах она выражает свое удивление тем, как теперь выглядит бабушка, и Волк глотает её. 
Охотники и лесорубы, которые выслеживают Волка, заходят в дом. Они находят Волка спящим и разрывают его живот, чтобы выпустить Бабушку и Шапочку. После того как они снова зашивают Волка, он раскаивается в содеянном. Ему разрешают жить в лесу, но с уговором, что он будет хорошо себя вести. 